# 約書亞·哈里斯 (作者)
約書亞·尤金·哈里斯（Joshua Eugene Harris，1974年12月3日 - ）是美國基督教福音派前牧師。 哈里斯的1997年書籍《不再約會》(I Kissed Dating Goodbye), 他在其中闡述了他關於基於聖經的基督教方法約會和關係的想法，幫助為許多基督教千禧一代塑造了純潔文化。2004年至2015年，哈里斯擔任主權恩典事工創始教會聖約生命教會的首席牧師，位於馬里蘭州蓋瑟斯堡。2018年，哈里斯否認了“不再約會”的說法並停止出版該書籍。 第二年，哈里斯宣布與妻子分居，“對耶穌的信仰發生了巨大轉變”，並放棄了基督教信仰。

## 生平
哈里斯是基督教家庭教育運動先驅格雷格·哈里斯和索諾·哈里斯所生的七個孩子中的第一個孩子。他的母親有日本血統。 哈里斯於1994年至1997年間出版了一本針對家庭學生的雜誌《新態度》。他沒有接受過正式的神學院或神學培訓，直到2015年進入不列顛哥倫比亞省溫哥華的攝政學院。哈里斯於1998年與香農·亨德里克森 (Shannon Hendrickson) 結婚。他們育有三個孩子。 他的兄弟，雙胞胎亞歷克斯和布雷特，創作了《叛逆》。叛逆是一種新詞，被其創造者定義為“青少年對低期望的叛逆”。
哈里斯的第一本書《不再約會》於1997年出版，全球銷量達120萬冊。 哈里斯的後續書籍包括《男孩遇見女孩》（2000年），部分描述了他與最終妻子香農的訂婚；2003年發行的《甚至沒有暗示：保護你的心免受慾望》，2005年更名為《性不是問題（慾望是）》； 和“停止與教會約會！：愛上神的家”（2004年）。哈里斯的書《深入挖掘》（2010年）分享了他對神學的熱愛的旅程，並強調了他對他所謂的“謙卑的正統教義”的熱情。
1997年，哈里斯從俄勒岡州搬到馬里蘭州蓋瑟斯堡擔任田園實習生。在那裡，C. J. Mahaney，一位有魅力的加爾文主義者和大型教會聖約生命教會的創始牧師，將哈里斯置於自己的羽翼之下，並培養他接管教會。2004年至2015年，哈里斯擔任聖約生命教會的首席牧師。哈里斯在 30 歲時擔任聖約生命教會的主任牧師。2015年1月，他辭去了該職務，因為他希望拓寬自己的視野並與基督教的其他部分建立聯繫。 哈里斯在接受采訪時表示，聖約生命教會及其所屬的一小群教會的孤立可能導致了領導失誤，包括牧師們；他自己也在其中，決定處理兒童性虐待事件。內部舉報，而不是去警察局。
哈里斯於1999年在激情會議創始人路易·吉利奧 (Louie Giglio) 的啟發和指導下，為基督徒單身人士發起了主權恩典事工“新態度”會議。從1999年到2011年，他繼續頻繁地組織和指導單身人士。儘管它在2008年更名為“Next”，領導這次會議。
2016年，哈里斯表示他正在重新考慮《不再約會》的內容 並向那些說自己受到其教義傷害的人們道歉。 2018年，哈里斯否認了《不再約會》並停止出版。 他的出版商同意，一旦當前庫存耗盡，《我吻別約會》和另外兩本後續書籍將不再重印。哈里斯出現在一部名為《我倖存下來，不再約會》的紀錄片中，他在片中與批評這本書的人交談。
2019年7月，哈里斯宣布他和妻子分居是因為“我們倆都發生了重大變化”。隨後，哈里斯透露，他不再認為自己是基督徒，他的妻子開始以香農·博納（Shannon Bonne）的名字從事創作歌手的職業生涯。除了他之前停刊的書籍外，隨著哈里斯宣布失去信仰，這部紀錄片也因基督教市場的負面反應而失去了發行商。

## 書籍
- 《不再約會》 (更新版本). Multnomah, 2003年. ISBN 1-59052-135-8
- 《男孩遇見女孩》. Multnomah, 2000年. ISBN 1-57673-709-8
- 《甚至沒有暗示：保護你的心免受慾望》. Multnomah, 2003年. ISBN 1-59052-147-1 (re-published as Sex Isn't the Problem, Lust Is in 2005. ISBN 1-59052-519-1)
- 《Stop Dating the Church!》 Multnomah, 2004年. ISBN 1-59052-365-2 (re-published as Why Church Matters: Discovering Your Place in the Family of God in 2011. ISBN 1-60142-384-5)
- 《Dug Down Deep》 Multnomah, 2010年.
- 《Humble Orthodoxy: Holding the Truth High Without Putting People Down》 Multnomah, 2013年. ISBN 1-60142-475-4)

## 外部連結
- JoshHarris.com – official website
- Covenant Life Church （页面存档备份，存于）
- Sovereign Grace Ministries （页面存档备份，存于）
- New Attitude: A Humble Orthodoxy （页面存档备份，存于）